# Rabots glaciär
Rabots glaciär är en glaciär  i en dal i västra delen av Kebnekaisemassivet i Sverige. Den börjar direkt under Kebnekaises båda toppar, och rinner ner i en dal. Glaciären har en yta av ungefär 4 kvadratkilometer.
Glaciären beskrevs första gången av Charles Rabot, som passerade längs med den och tog ett fotografi, när han 1883 ledde den expedition som blev den först dokumenterade att bestiga Kebnekaise. Fredrik Enquist besökte glaciären 1910 och dokumenterade den fotografiskt. Den beskrevs vetenskapligt av Valter Schytt 1947 och 1959 och av K.A. Brugger 1992.